# Igreja de San Francesco Saverio (Palermo)

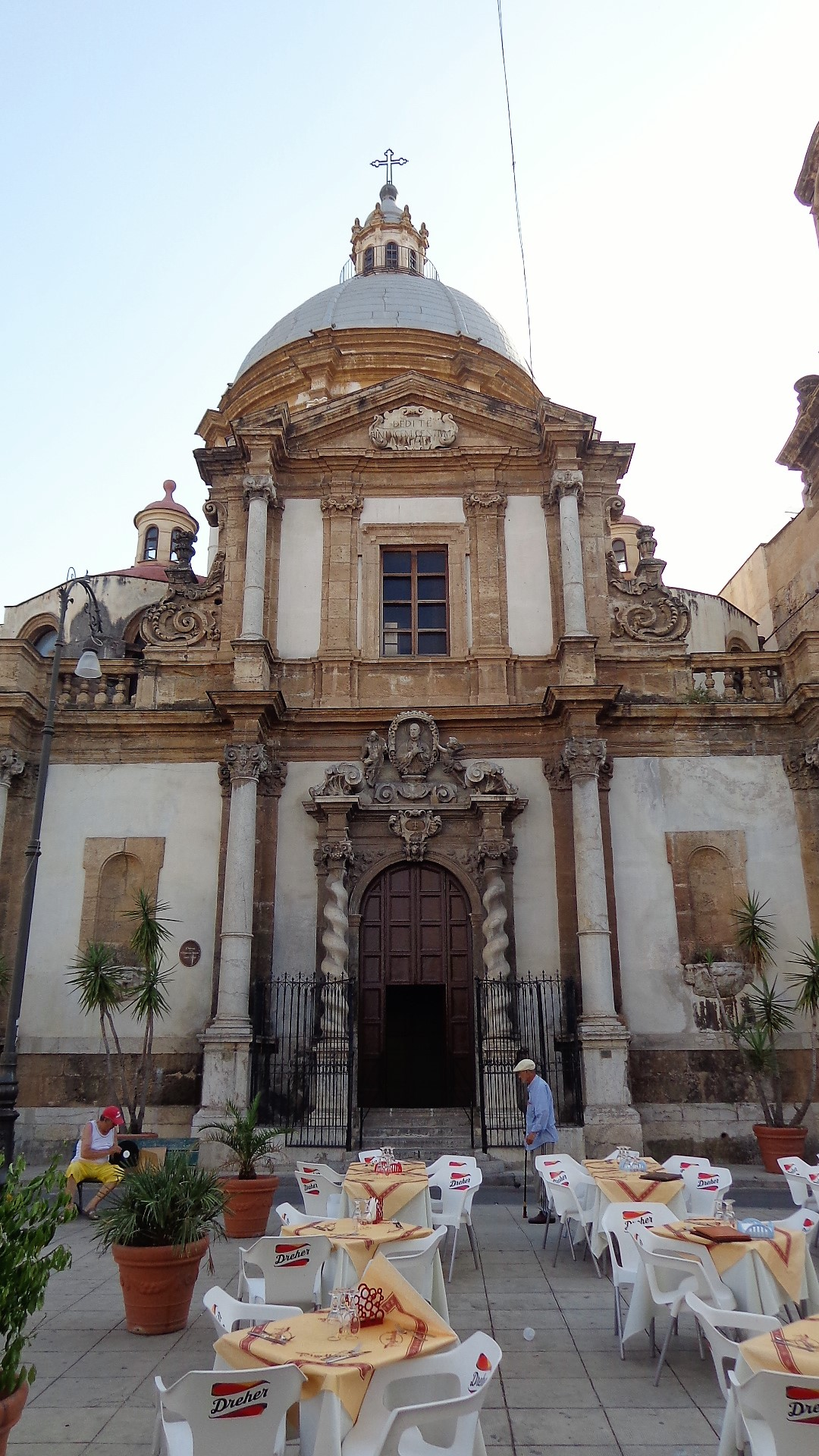
Fachada.

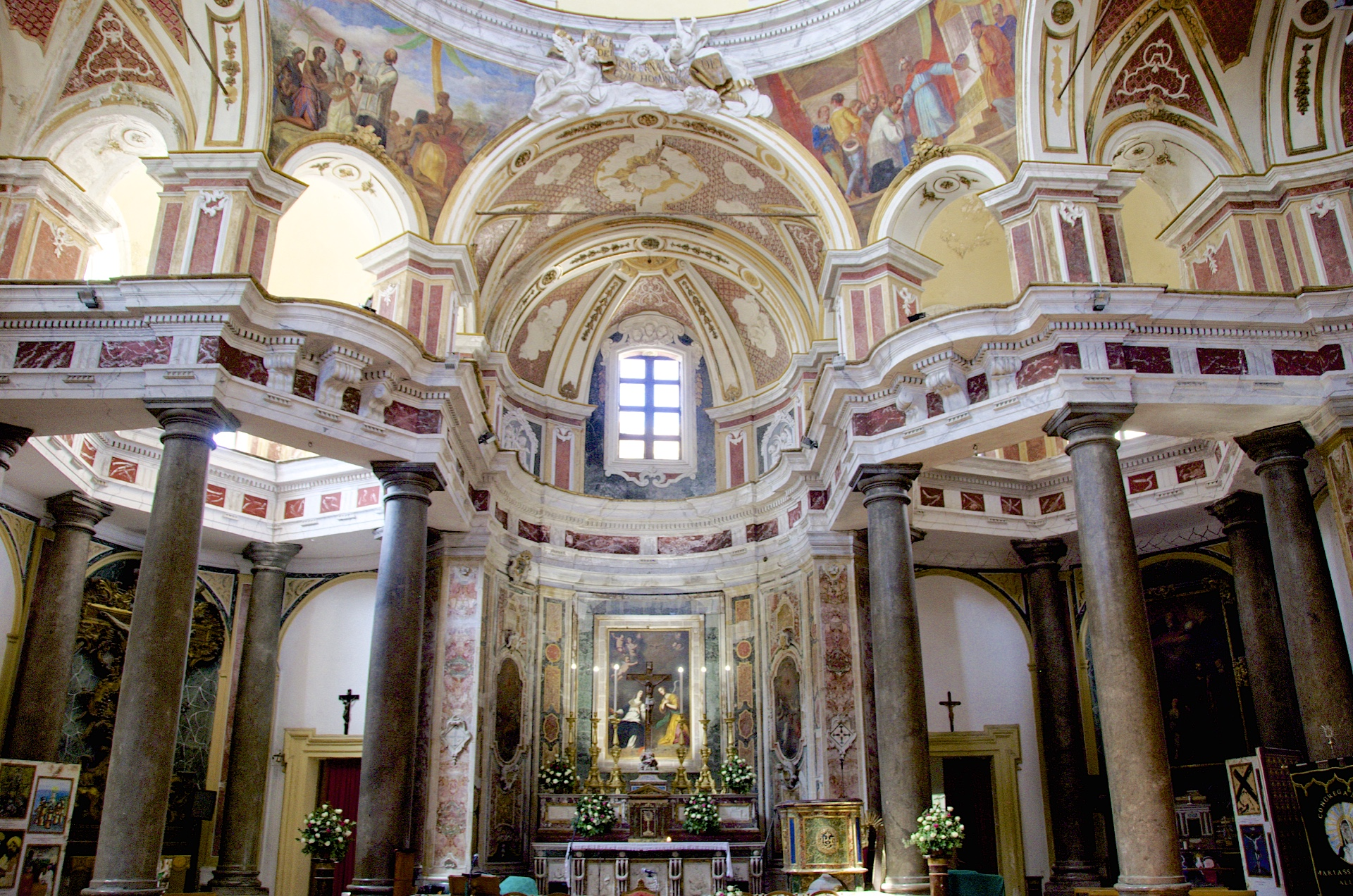
Interno.

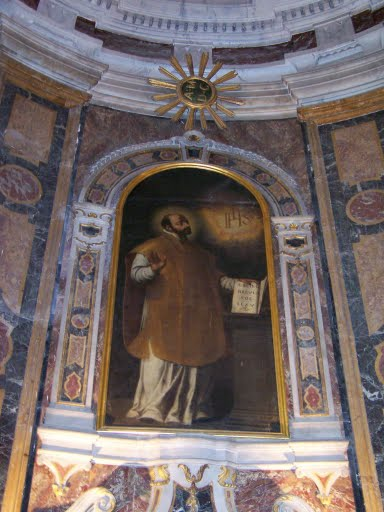
Afresco representando Santo Inácio de Loyola.

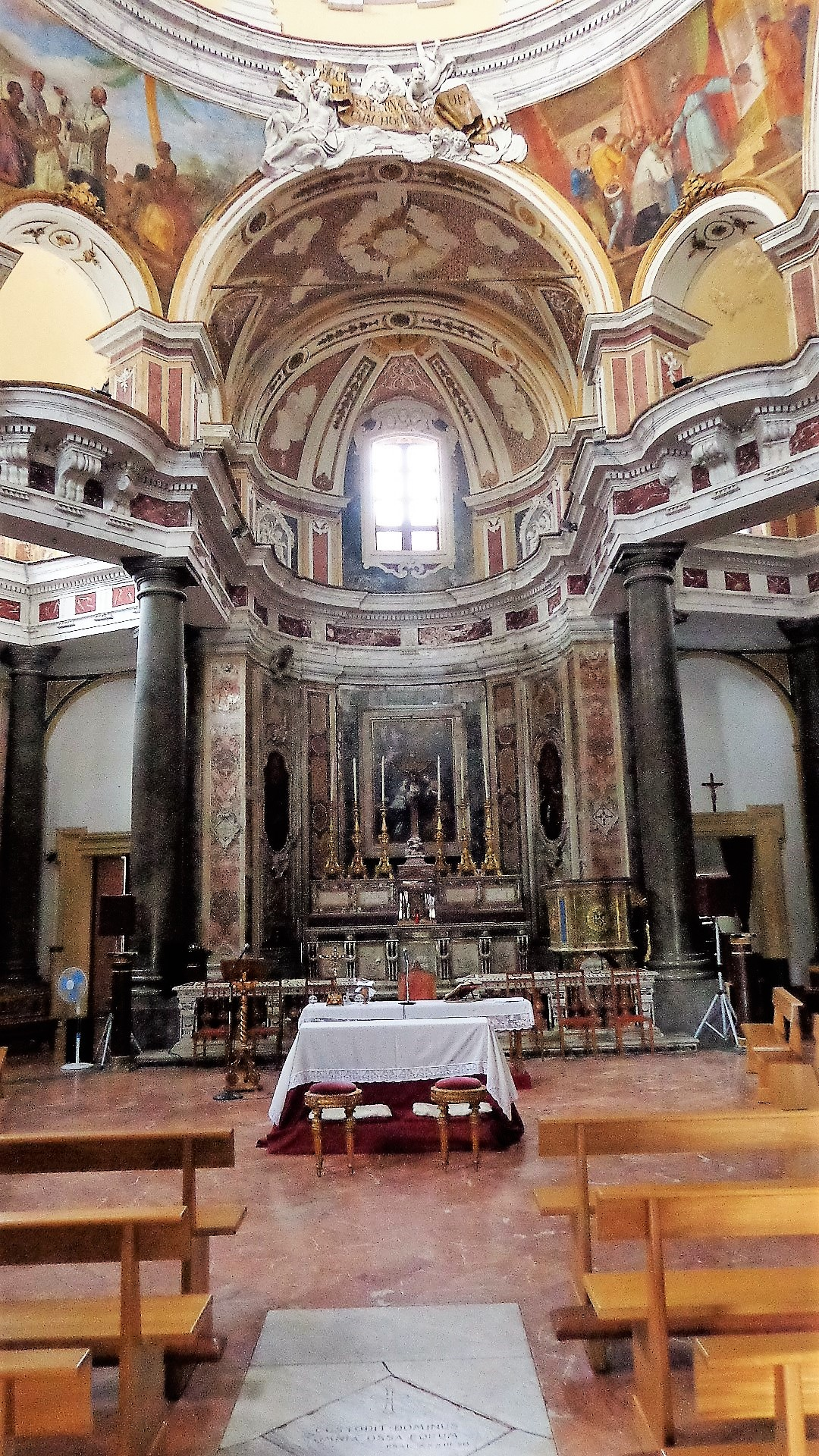
Nave.

A igreja de San Francesco Saverio é uma igreja construída a partir de 1684 a mando dos Jesuítas, projetada pelo arquiteto Angelo Italia,  localizada no centro histórico de Palermo, no bairro do Palazzo Reale ou Albergaria . O edifício é considerado a obra-prima do arquiteto jesuíta Angelo Italia . A fachada é notável por uma série de colunas destacadas. Flanqueando o portal estão duas colunas salomônicas em espiral . No topo está um baixo-relevo representando São Francisco Xavier. A primeira capela à direita é dedicada ao Crucifixo. A segunda, a capela maior, é dedicada a Santo Inácio de Loyola . A terceira capela à direita é dedicada ao santo maltês de San Calcedonio . À esquerda, as capelas são dedicadas respectivamente à Sagrada Família, São Francisco Xavier e Santa Rosália.

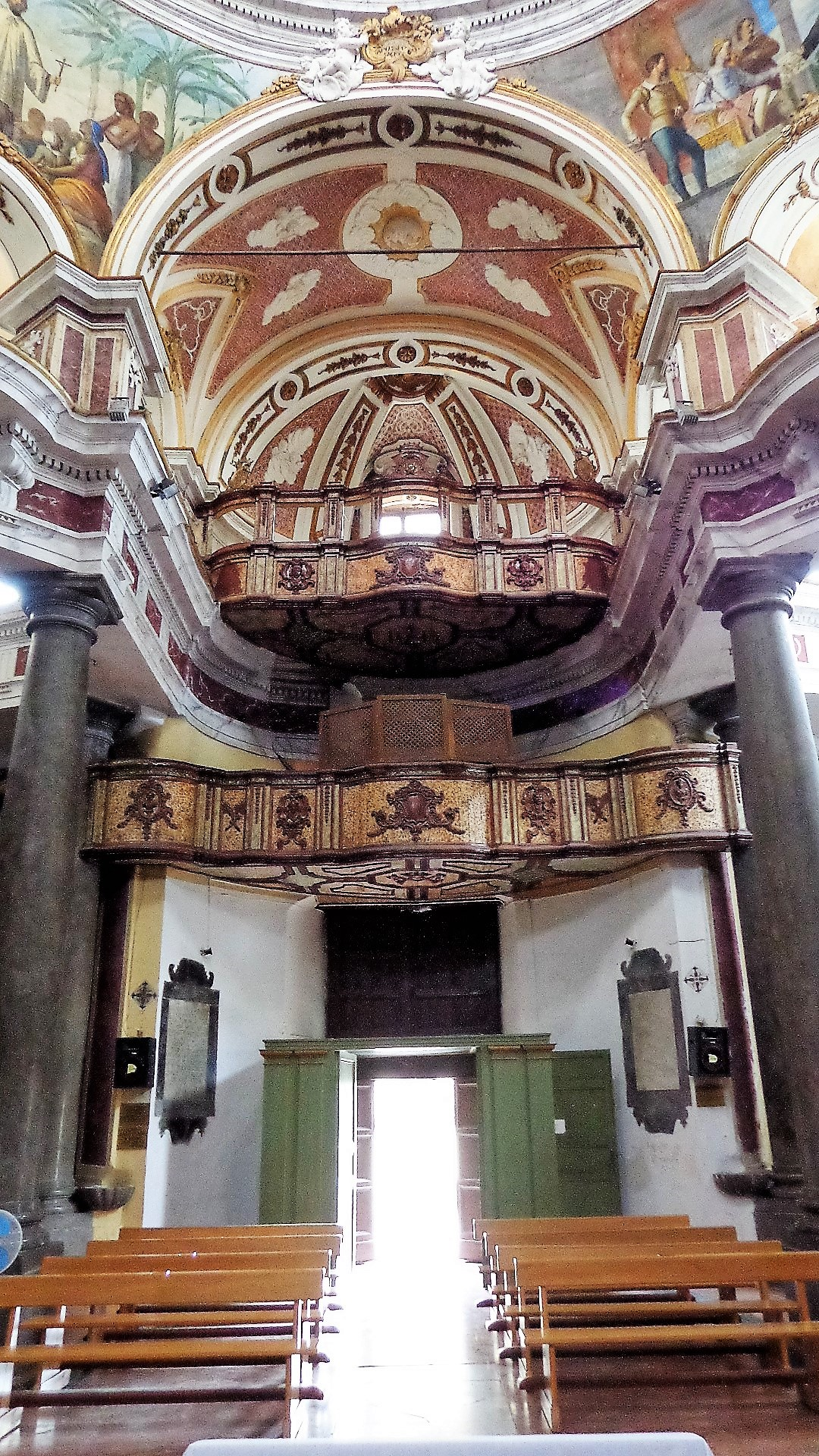
Contra-fachada.

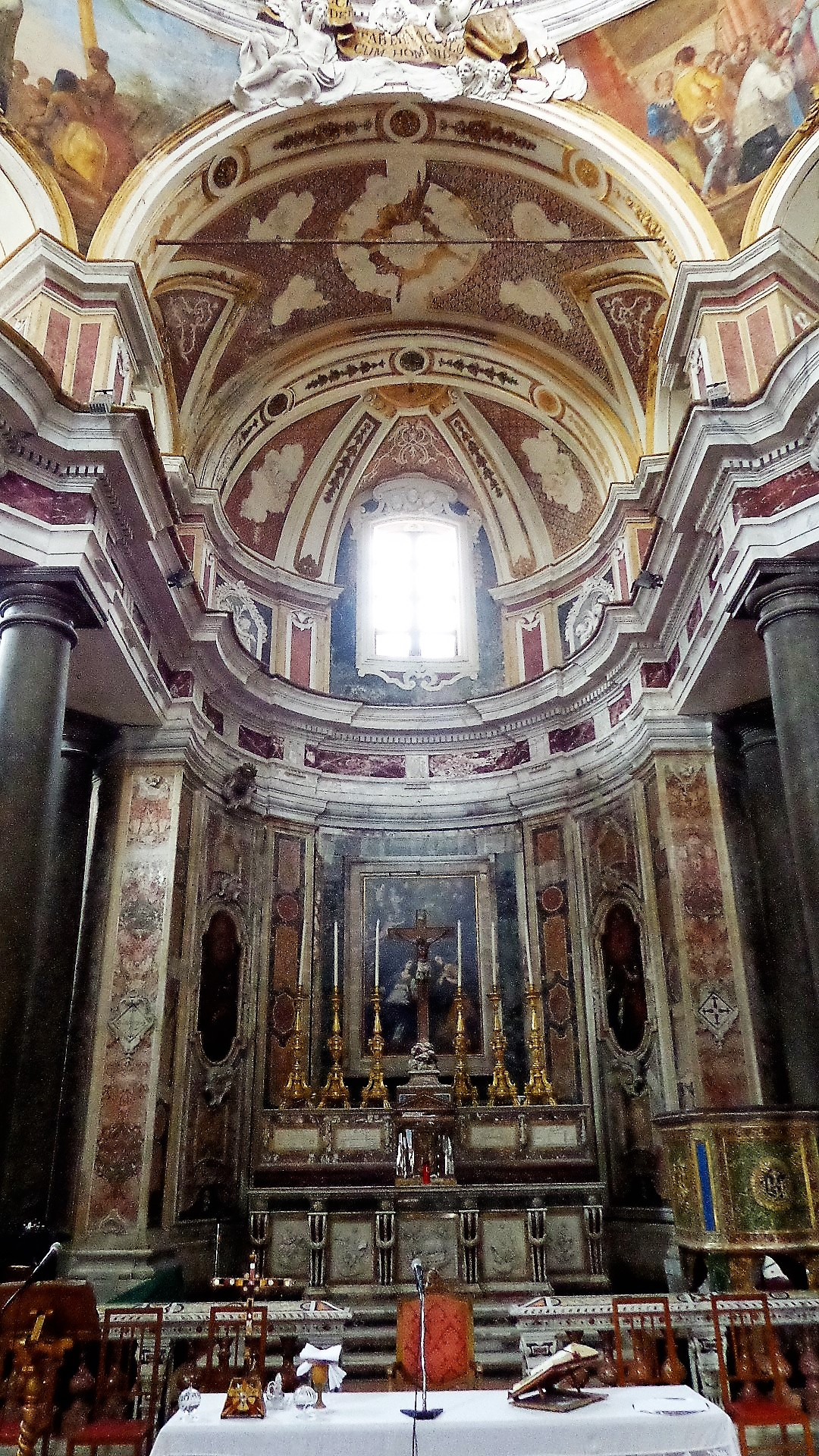
Presbitério.

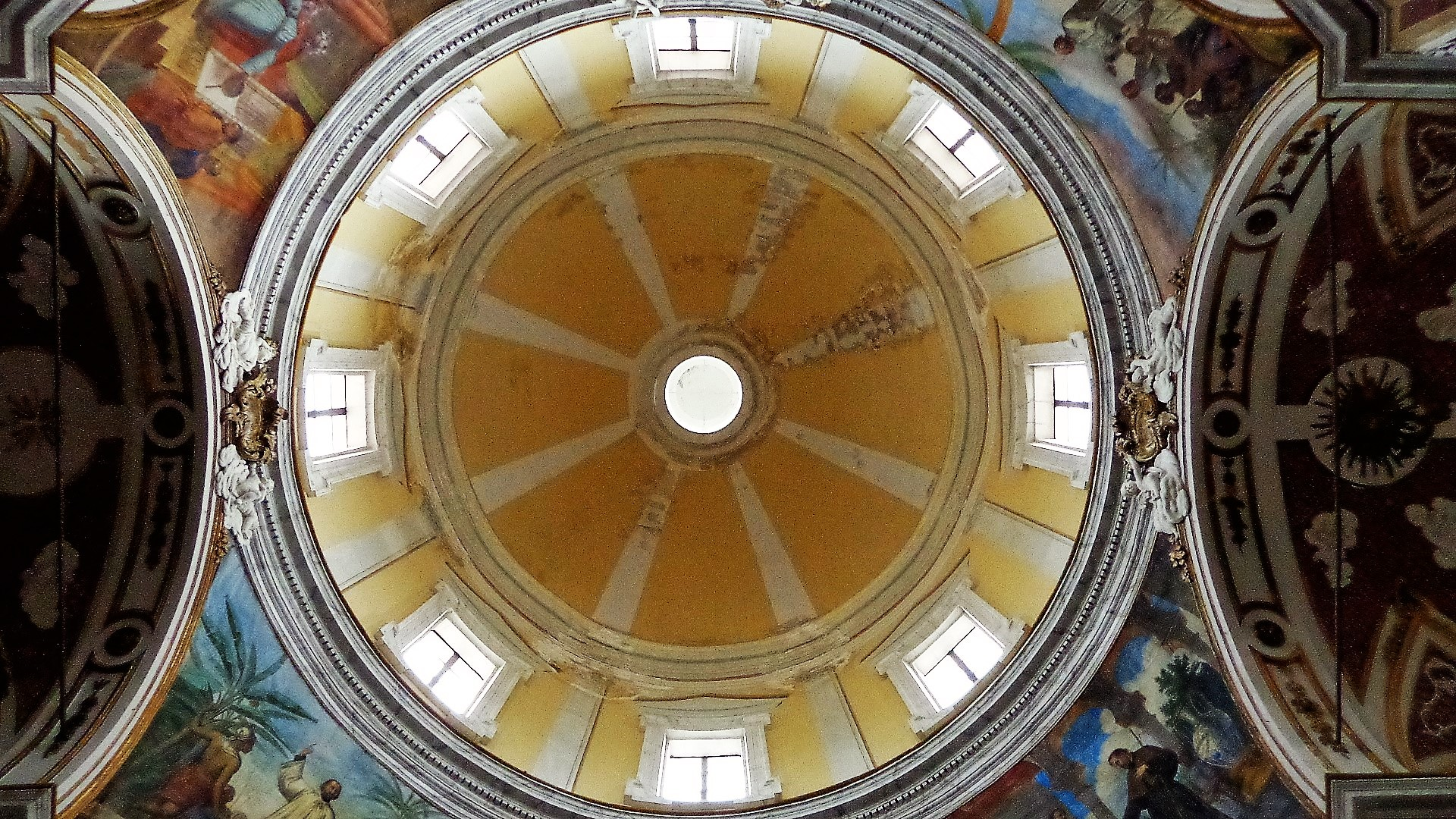
Cúpula.

## Galeria de Imagens

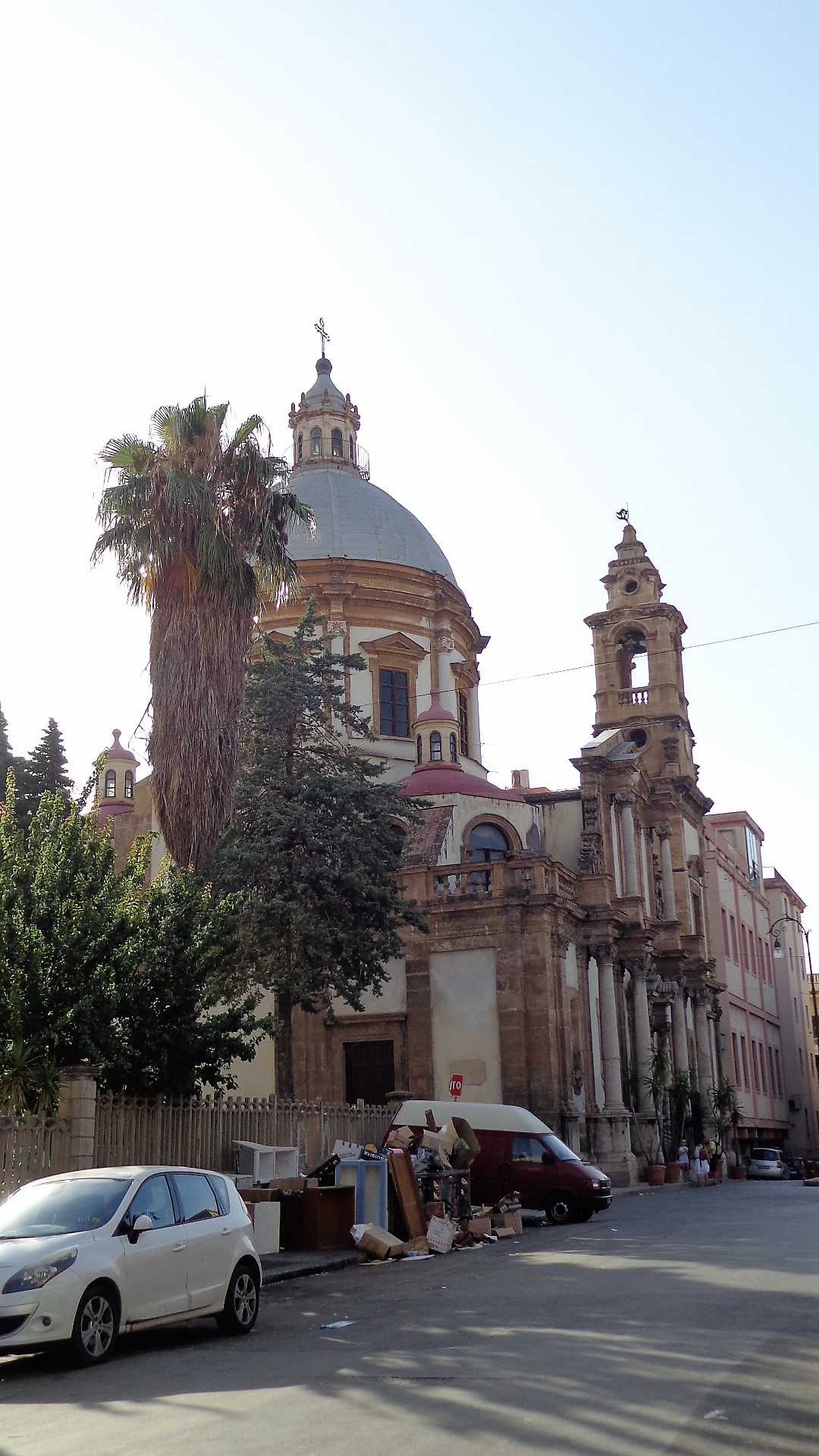
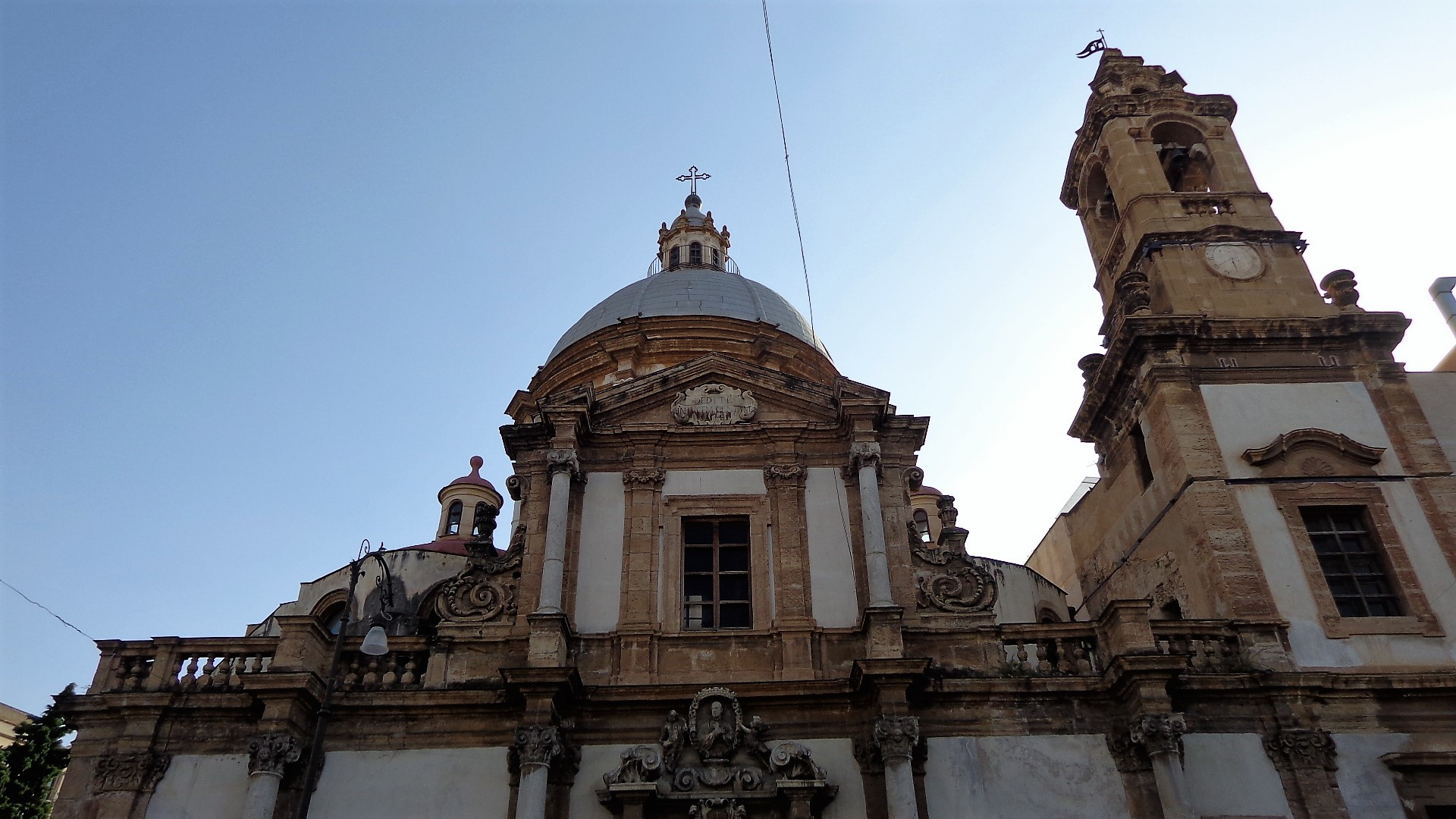
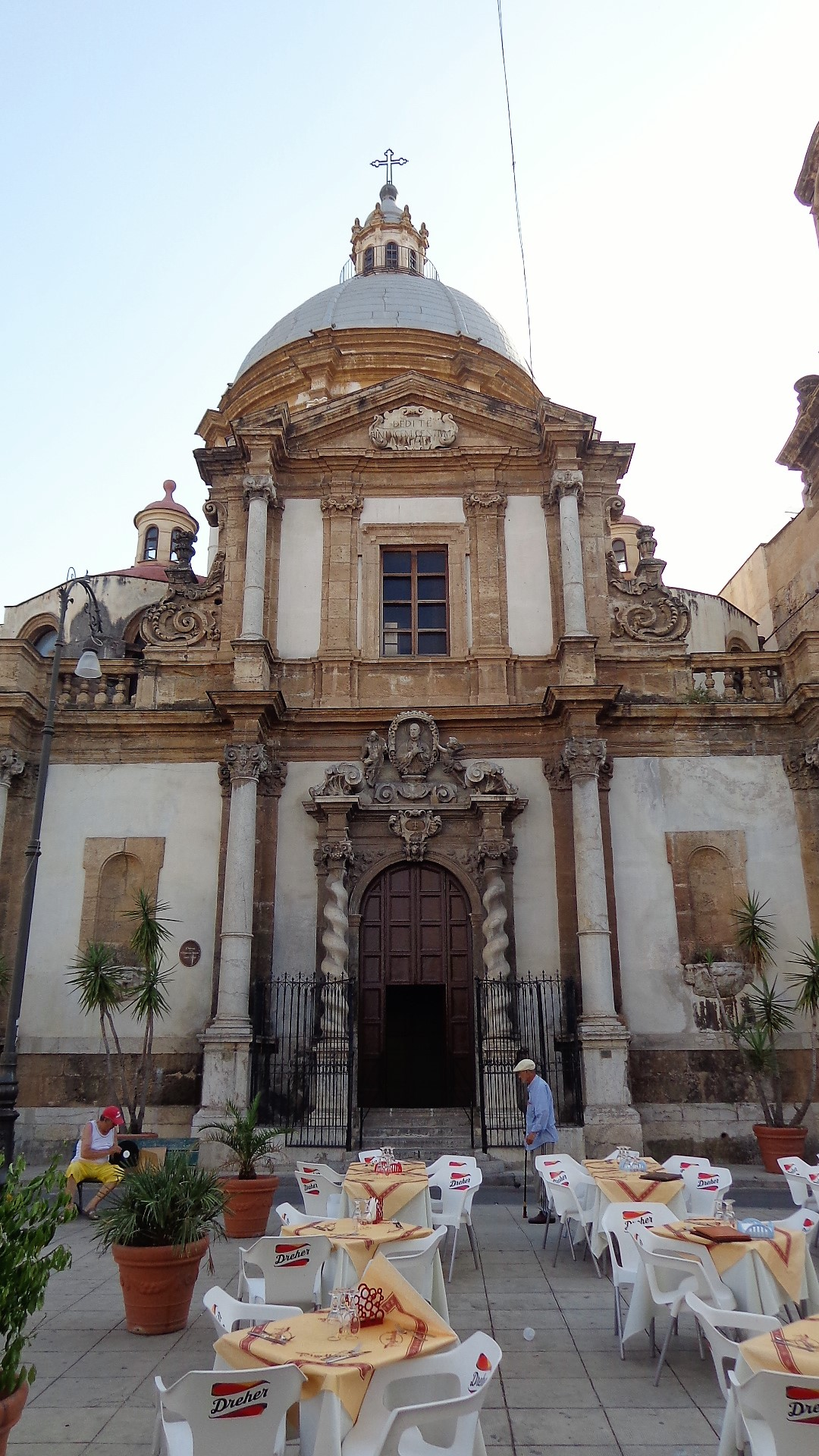
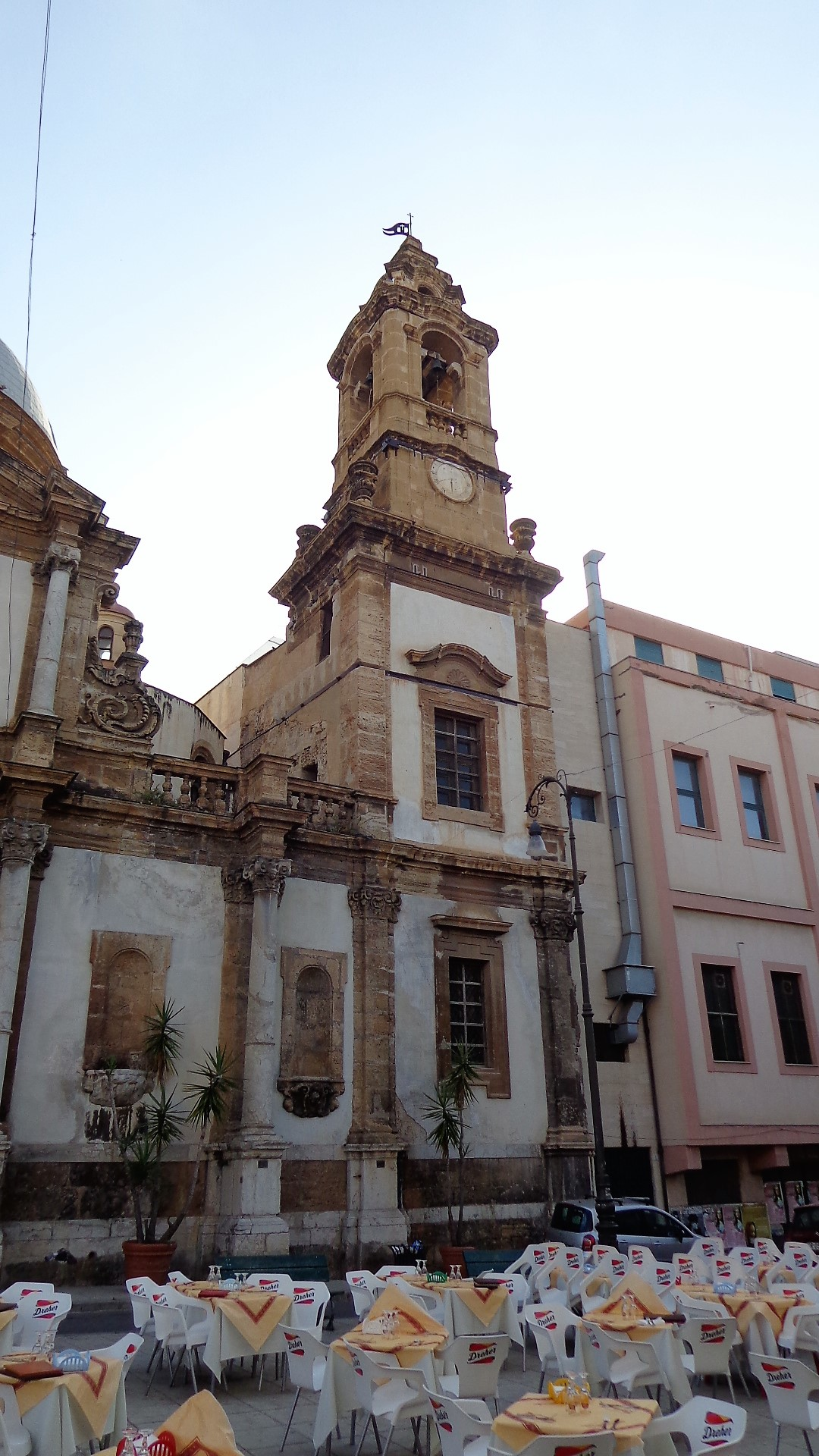

## Artigos relacionados
Igrejas ligadas à Companhia de Jesus :
- Wikcionário